# Speciální čarodějnický díl XXIV
Speciální čarodějnický díl XXIV (v anglickém originále Treehouse of Horror XXIV) je 2. díl 25. řady (celkem 532.) amerického animovaného seriálu Simpsonovi. Scénář napsal Jeff Westbrook a díl režíroval Rob Oliver. V USA měl premiéru dne 6. října 2013 na stanici Fox Broadcasting Company a v Česku byl poprvé vysílán 1. května 2014 na stanici Prima Cool.

## Části
Tento díl je rozdělen na tyto 3 části:
- Ou, pojď se mnou a říkej D'oh! (Oh, the Places You'll D'oh!)
- Smrt za krkem (Dead and Shoulders)
- Cirkus v cirkuse (Freaks, No Geeks)

## Děj

### Ou, pojď se mnou a říkej D'oh!
Téměř celá tato část je formulována rýmy a písněmi.
Je Halloweenská noc. Bart, Líza a Maggie mají příušnice a nemohou jíst cukrovinky. Marge jde na halloweenskou párty a nechává děti doma. Do domu přijíždí Tlusťoch v klobouku. Tlusťoch jim dává injekci a jejich příušnice se rychle vyléčí. Tlusťoch děti pozve na kolo a odjede s nimi. Dojedou k panu Burnsovi a požádají ho o cukrovinky. Pan Burns odmítne a Tlusťoch zapálí jeho dům. Tlusťoch zabíjí Vočka a vykrade Apua. Děti přeskočí na veleblouda, který po chvíli padá na zem a přeskočí na Krustyho býka, který o hlavu přijde. Doma Maggie probodla Tlusťocha v klobouku deštníkem a zemřel. Když se Marge vrací domů, děti předstírají, že mají příušnice.

### Smrt za krkem
Bart a Milhouse si hrají na letišti s létajícím drakem. Milhouse se otráví květinou a Bart na letišti zůstává. Zjišťuje, že si zapomněl šálu, a rozhodne si provázek draka přivázat ke krku. V noci nad Bartem letí vrtulník a zahákne se o draka. Bartovi provázek uřízne hlavu. V další scéně se Bart probouzí v nemocnici, kde je jeho hlava přišita k Líze. Až Líza usne, Bart zjišťuje, že celé tělo ovládá on. Zatímco Líza spí, Bart se snaží najít způsob, jak uříznout Lízinu hlavu, aby mohl její tělo ovládat sám. Na dvousečné pile se Bart rozhodne uříznout Lízinu hlavu, ale nedopatřením uřízne i svou. Po chirurgickém zákroku je Bartova hlava přišita k Selmě Bouvierové a Lízina hlava ke Krustymu.

### Cirkus v cirkuse
Ve 30. letech je cirkus „Burnsum a Bailey“ velmi oblíbený. V cirkuse nejsou zvířata, ale lidé. Vočko ukazuje svůj smaragdový prsten a Homer se jej snaží získat. Rozhodne se, že Vočka zabije tím, že mu nalije do vína jed. Homer zjistí, že Burnsuma někdo oběsil. Na konci dílu Homer svým dětem (Bartovi, Líze a Maggie) ve Springfieldu řekne, že tak potkal Marge.

## Produkce
V říjnu 2013 Guillermo del Toro v rozhovoru pro Entertainment Weekly hovořil o režii úvodní části a řekl: „Titulky Simpsonových jsou tak kultovní, a přesto nikdy nebyly zpracovány v tomto duchu. Opravdu jsem chtěl přistoupit na spojení mezi kulisami (seriálu) a titulky a některými z nejikoničtějších hororů a proložit je tam pro čistou radost nějakými svými věcmi.“. Vysvětlil také, že se inspiroval časopisem MAD: „Snažili se tam nacpat tolik odkazů. Jako dítě jste mohli strávit odpoledne na posteli s lupou a procházet rámeček časopisu MAD a najít všechny ty odkazy na to a ono.“.

## Kulturní odkazy
Úvodní pasáž seriálu obsahuje odkazy na mnoho filmů a seriálů, například Ptáci, Blade 2, Hellboy, American Horror Story, Upír Nosferatu, Universal Classic Monsters a Osvícení. „Oh, the Places You'll D'oh!“ je parodií na knihu Dr. Seusse Kocour v klobouku, zatímco název je parodií na název jiné knihy Dr. Seusse, Oh, the Places You'll Go! V epizodě se objevuje postava zvaná Bore-ax (parodie na jinou Seussovu postavu, Loraxe), kde je vidět, jak propaguje spotřební zboží, přestože jeho poselstvím je neškodit životnímu prostředí. Marge se vydává na halloweenskou párty v kostýmu Kočičí ženy. Zatímco bere Tlusťoch v klobouku děti ven na pamlsky, vyhodí do vzduchu radnici v masce Guye Fawkese, což je odkaz na film V jako Vendeta z roku 2005. Když je Homer jako kocour zabit, žádá, aby ho neztvárnil herec Mike Myers – jde o odkaz na film Kocour v klobouku z roku 2003.
Smrt za krkem si vypůjčuje premisu z filmu Věc se dvěma hlavami z roku 1972, kde hráli Ray Milland a Rosey Grier. Na konci Smrti za krkem a na začátku Cirkusu v cirkuse Selma donutí Barta, aby jí pomohl zazpívat „Mockingbird“ z komedie Blbý a blbější z roku 1994. Je také naznačeno, že Líza je fanynkou postavy Rainbow Dash ze seriálu Můj malý Pony: Přátelství je magické; když mluví ze spaní, říká: „Rainbow, oh Rainbow!“, na což Bart reaguje: „Ale ne, zase ten sen o ponících!“.
Cirkus v cirkuse je parodií na horor Freaks z roku 1932, na konci třetího příběhu je vidět zmrzačený kachní tvor Homer, který svým dětem říká, že takhle poznal jejich matku, což vede k ústřední písni ze seriálu Jak jsem poznal vaši matku.

## Přijetí
Epizoda získala hodnocení 3,0 a sledovalo ji celkem 6,42 milionu lidí, čímž se stala nejsledovanějším bloku Animation Domination toho večera a porazila Amerického tátu, Bobovy burgery a Griffinovy.
Epizoda jako celek získala vesměs pozitivní recenze a Del Torova úvodní pasáž byla kritikou oceněna. David Hinckley z New York Daily News udělil dílu tři hvězdičky z pěti a napsal, že „Speciální čarodějnické díly zůstávají úctyhodnou tradicí, a když už nic jiného, připomíná fanouškům, že nemusí čekat na Městečko South Park, aby se dočkali starého dobrého animovaného chaosu“. Dennis Perkins z The A.V. Clubu udělil epizodě hodnocení B: „Po úvodní dějové linii parodie na Homeland v minulé epizodě a Speciální čarodějnický díl ve druhé epizodě jsme ještě neviděli, co přesně má tato řada, v níž Simpsonovi bojují ve své 25. řadě, protože tyto epizody s velkým množstvím premis nenechaly mnoho prostoru pro charakter. Příští týden bude skutečnou zkouškou, ale prozatím beru tyto první dva díly jako důvod k naději.“. Tony Sokol z Den of Geek! napsal, že epizoda byla „téměř klasická“. Třetí část byla podle něj nejlepší a napsal, že „když se Simpsonovi odhodlají k vtipu, tak se odhodlají“. Teresa Lopezová z TV Fanatic udělila epizodě tři hvězdičky z pěti: „Byla to příjemná epizoda, ale přesto je kvůli nutnosti naplánovat halloweenský speciál tak brzy těžké dostat se do strašidelné atmosféry.“.